# Les Aventures de Sherlock Holmes et du docteur Watson
Les Aventures de Sherlock Holmes et du docteur Watson (en russe, Приключения Шерлока Холмса и доктора Ватсона) est une série télévisée soviétique réalisée par Igor Maslennikov entre 1979 à 1986, adaptée de romans et de nouvelles écrites par Arthur Conan Doyle. Elle se compose de cinq téléfilms (« saisons »), chacun divisé en deux ou trois épisodes,. La série comprend au total onze épisodes.

## Distribution
Personnages récurrents
- Vassili Livanov : Sherlock Holmes
- Vitali Solomin : Docteur Watson
- Rina Zelyonaya : Mrs Hudson
- Borislav Brondukov : l'inspecteur Lestrade

## Épisodes

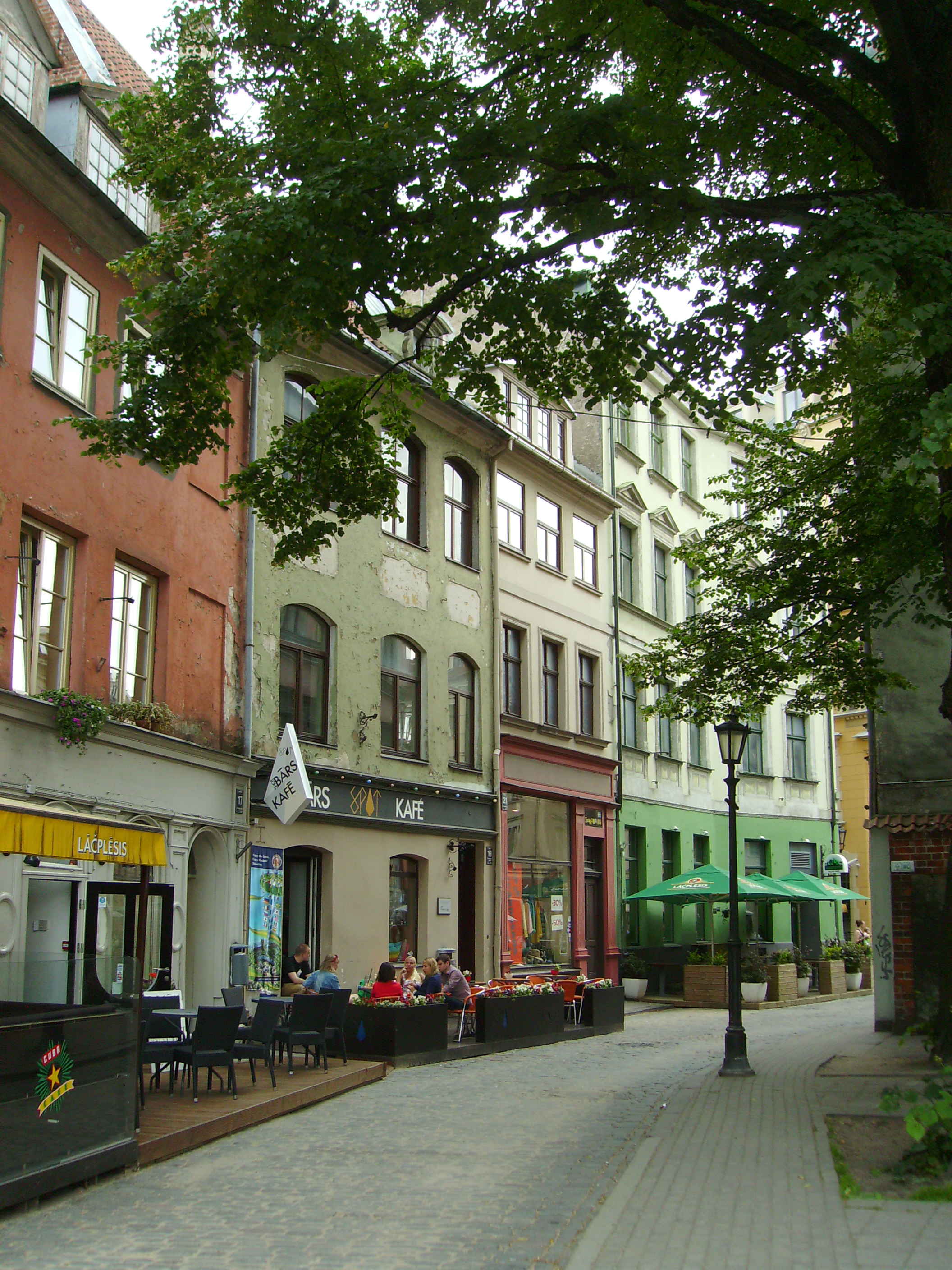
La rue Jauniela (Jauniela iela), dans le quartier de la vieille ville à Riga, ayant servi au tournage des séquences se déroulant à Baker Street dans toute la série.

| № | Nom du téléfilm                                       | Épisodes                     | Œuvres adaptées                                          |
| - | ----------------------------------------------------- | ---------------------------- | -------------------------------------------------------- |
| 1 | Sherlock Holmes et le docteur Watson                  | Première rencontre           | Une étude en rouge, Le Ruban moucheté                    |
| 1 | Sherlock Holmes et le docteur Watson                  | La Signature sanglante       | Une étude en rouge                                       |
| 2 | Les Aventures de Sherlock Holmes et du docteur Watson | Le Roi des maîtres-chanteurs | Charles Auguste Milverton                                |
| 2 | Les Aventures de Sherlock Holmes et du docteur Watson | Le Combat mortel             | Le Dernier problème                                      |
| 2 | Les Aventures de Sherlock Holmes et du docteur Watson | La Chasse aux tigres         | La Maison vide                                           |
| 3 | Le Chien des Baskerville                              | Épisode 1                    | Le Chien des Baskerville                                 |
| 3 | Le Chien des Baskerville                              | Épisode 2                    | Le Chien des Baskerville                                 |
| 4 | Les Trésors d'Agra                                    | Épisode 1                    | Le Signe des quatre                                      |
| 4 | Les Trésors d'Agra                                    | Épisode 2                    | Un scandale en Bohême, Le Signe des quatre               |
| 5 | Le XXe siècle commence                                | Épisode 1                    | Le Pouce de l'ingénieur, La Deuxième Tache               |
| 5 | Le XXe siècle commence                                | Épisode 2                    | Son dernier coup d'archet, Les Plans du Bruce-Partington |

## Analyse

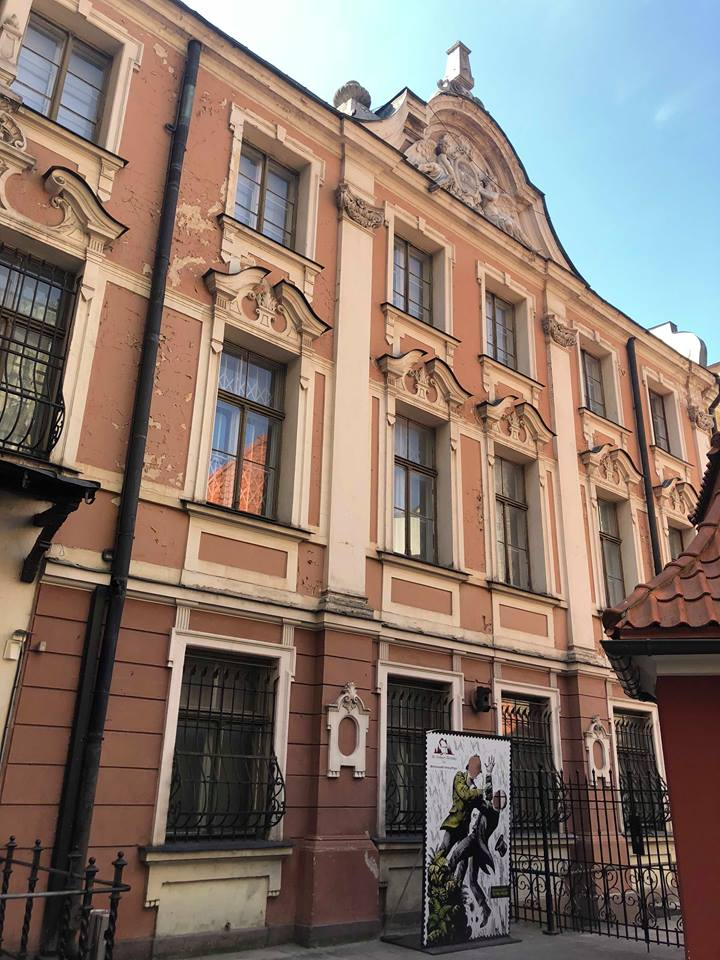
Le n°22 de Jauniela iela à Riga était le 221B Baker Street de la série.

Cette série soviétique est particulièrement fidèle aux intrigues d'origine écrites de Conan Doyle, tout en mélangeant parfois deux intrigues dans un même épisode en créant de nouveaux raccords « extra-canoniques » entre deux affaires. Livanov joue un Sherlock Holmes assez décontracté et capable d'un humour discret, correspondant aux écrits de Conan Doyle.
La musique de la série a été composée par Vladimir Dachkevitch. Le thème récurrent d'introduction, joué aussi en version courte au cours des épisodes, a connu un grand succès en Union soviétique. Ce thème ressemble intentionnellement à un jingle  diffusé sur les ondes de la BBC World Service, de manière à ancrer la série télévisée dans l'univers très britannique du détective.